# Jake Petricka
Jacob Steven Petricka (né le 5 juin 1988 à Northfield, Illinois, États-Unis) est un lanceur de relève droitier de la Ligue majeure de baseball.

## Carrière
Jake Petricka est repêché à trois reprises. Après avoir été initialement sélectionné par les White Sox de Chicago au 38e tour de sélection en 2006, il passe de son école secondaire à l'université d'État de l'Indiana, où il joue pour l'équipe des Sycamores. Sélectionné par les Yankees de New York au 34e tour en 2009, il demeure à l'université et signe son premier contrat professionnel avec les White Sox, qui le repêchent à nouveau, cette fois dès le deuxième tour de sélection en 2010.

### White Sox de Chicago
Petricka fait ses débuts dans le baseball majeur avec les White Sox de Chicago le 22 août 2013. En 16 apparitions au monticule en fin d'année, chaque fois comme lanceur de relève, il maintient une moyenne de points mérités de 3,26 en 19 manches et un tiers lancées.
Il intègre à temps plein le groupe de releveurs des White Sox en 2014 et remet une très bonne moyenne de points mérités de 2,96 en 73 manches lancées en 67 sorties. Il ne remporte qu'une victoire contre 6 défaites mais réalise 14 sauvetages.